# Dänischer Fußballpokal 1972/73
Der Dänische Fußballpokal 1972/73 war die 19. Austragung des dänischen Pokalwettbewerbs der Männer. Er wurde vom dänischen Fußballverband ausgetragen. Das Finale fand traditionell am Himmelfahrtstag (31. Mai 1973) im Københavns Idrætspark von Kopenhagen statt. Pokalsieger wurde Randers SK Freja, der sich im Finale gegen B 1901 Nykøbing durchsetzte.
Alle Begegnungen wurden in einem Spiel ausgetragen. Bei unentschiedenem Ausgang wurde zur Ermittlung des Siegers eine Verlängerung gespielt. Stand danach kein Sieger fest, folgte ein Elfmeterschießen. Ab dem Halbfinale wurde bei einem Remis das Spiel wiederholt.

## 1. Runde
Es nahmen 56 Mannschaften von der dritten Klasse abwärts teil.

## 2. Runde
Teilnehmer waren die 28 Sieger der ersten Runde und die zwölf Vereine aus der 2. Division 1972.

## 3. Runde
Teilnehmer: Die 20 Sieger der zweiten Runde und die zwölf Vereine aus der 1. Division 1972.

## 4. Runde
Teilnehmer: Die 16 Sieger der dritten Runde.
|                      | Ergebnis              |                  |
| -------------------- | --------------------- | ---------------- |
| Aarhus GF            | 2:1                   | AB Gladsaxe      |
| B 1901 Nykøbing      | 2:1 n. V.             | Hvidovre IF      |
| B 1913 Odense        | 2:2 n. V. (4:5 i. E.) | Randers SK Freja |
| Hjørring IF          | 4:3                   | Næstved IF       |
| Kastrup BK           | 7:1                   | B.93 Kopenhagen  |
| Kjøbenhavns Boldklub | 1:3                   | Esbjerg fB       |
| Køge BK              | 4:2                   | Ikast FS         |
| Silkeborg IF         | 3:2                   | Vejle BK         |

## Viertelfinale
|                  | Ergebnis |              |
| ---------------- | -------- | ------------ |
| Aarhus GF        | 4:0      | Hjørring IF  |
| B 1901 Nykøbing  | 3:2      | Esbjerg fB   |
| Køge BK          | 3:0      | Kastrup BK   |
| Randers SK Freja | 2:0      | Silkeborg IF |

## Halbfinale
|                 | Ergebnis  |                  |
| --------------- | --------- | ---------------- |
| B 1901 Nykøbing | 1:0 n. V. | Aarhus GF        |
| Køge BK         | 1:1 n. V. | Randers SK Freja |

### Wiederholungsspiel
|               | Ergebnis |         |
| ------------- | -------- | ------- |
| Randers Freja | 3:1      | Køge BK |

## Finale
| Paarung          | Randers SK Freja – B 1901 Nykøbing |
| Ergebnis         | 2:0 (1:0) |
| Datum            | 31. Mai 1973 |
| Stadion          | Københavns Idrætspark, Kopenhagen |
| Zuschauer        | 21.800 |
| Schiedsrichter   | Kurt Ohlsen |
| Tore             | 1:0 Carsten Brandenborg (17.) 2:0 Gert Nielsen (47.) |
| Randers SK Freja | Ebbe Andersen – Leif Raaby, Helge Vonsyld, Steen Danielsen, Jørgen Rasmussen – Per Lykke, Frank Hansen (46. Gert Nielsen), Erik Sørensen – Poul Hansen, Christian Mouritzen, Carsten Brandenborg Cheftrainer: Juan Ramón Rodriguez ( Spanien) |
| B 1901 Nykøbing  | Jørgen Jørgensen – Niels Boesen, John Rasmussen, Erik Nielsen, Søren Larsen – Hans Ewald Hansen, Jan Stilling, John Rasmussen – Flemming Thor Madsen (75. René Frimand), Gotfred Frederiksen, Momodou Njie Cheftrainer: Kurt Nielsen          |